# Горни Драпничи (община Соколац)
Горни Драпничи (на сръбски: Горњи Драпнићи) е село в Босна и Херцеговина, разположено в община Соколац, в ентитета на Република Сръбска. Населението му според преброяването през 2013 г. е 28 души, от тях: 28 (100 %) сърби. До 1992 г. селото е част от община Олово.

## Население
Численост на населението според преброяванията през годините:
- 1961 – 143 души
- 1971 – 195 души
- 1981 – 164 души
- 1991 – 119 души
- 2013 – 28 души